# Łokieć (wieś)
Łokieć (ukr. Лікоть, Likot') – nieistniejąca już wieś w Polsce położona w województwie podkarpackim, w powiecie bieszczadzkim, w gminie Lutowiska, na północ od miejscowości Muczne przy granicy z Ukrainą nad Sanem. Obszar dawnej wsi stanowi obecnie torfowiskowy rezerwat przyrody Łokieć. Mimo to miejscowość figuruje jako wieś w rejestrze TERYT. Podlega sołectwu Stuposiany.

## Historia
Wieś została lokowana przed 1580 r. na prawie wołoskim, stanowiła własność Kmitów.
W XIX wieku właścicielem posiadłości tabularnej w Łokciu byli Antoni Dominikowski, Kajetan Dominikowski, Jan Dominikowski, Kajetan Dominikowski.
Po II wojnie światowej (w ramach akcji oczyszczania pasa przygranicznego) wieś uległa całkowitemu wysiedleniu, a większość terenu dawnej wsi (na północ od Sanu) znalazła się na obszarze ZSRR. Pozostała zabudowa i infrastruktura zostały po 1945 r. całkowicie rozebrane. W 1945 mieszkańcy zakopali we wsi dzwon z miejscowej cerkwi, którego do dzisiaj nie udało się zlokalizować.
Do 1934 roku odrębna gmina jednostkowa, a w latach 1934–1945 gromada w zbiorowej gminie Tarnawa Niżna, należącej do powiatu turczańskiego w woj. lwowskim (do 1931 woj. stanisławowskie). W latach 1945–1951 w obrębie powiatu leskiego w woj. rzeszowskim, w 1952–1972 powiatu ustrzyckiego, a w 1972–1975 powiatu bieszczadzkiego w tymże województwie (1952–1954 i od 1973 w gminie Lutowiska (Szewczenko)). W latach 1975–1998 miejscowość administracyjnie należała do województwa krośnieńskiego.

## Demografia
- W 1921 Łokieć zamieszkiwały 392 osoby (w 68 domach mieszkalnych):
  - 365 wyznania greckokatolickiego
  - 22 wyznania rzymskokatolickiego
  - 5 wyznania mojżeszowego